# Lucas Arnold Ker
Lucas Arnold Ker (Buenos Aires, 12 ottobre 1974) è un ex tennista argentino vincitore di quindici tornei dell'ATP Tour in doppio, specialità nella quale ha raggiunto la 21ª posizione al mondo nel marzo 2004.

## Carriera
Nei tornei dello Slam si fa notare per la prima volta durante il Roland Garros 1997 quando raggiunge le semifinali in coppia con Daniel Orsanic. Nel 1998 a Gstaad affronta un Roger Federer all'esordio tra i professionisti, sconfiggendolo. Ben sei titoli di doppio li ha vinti insieme al connazionale Mariano Hood, tre di questi nel 2004 quando è riuscito a salire fino alla 21ª posizione mondiale.
In Coppa Davis ha giocato diciassette match con la squadra argentina vincendone tredici.

## Statistiche

### Doppio

#### Vittorie (15)
| Legenda                                        |
| Grande Slam (0)                                |
| Tennis Masters Cup / ATP World Tour Finals (0) |
| Masters Series (0)                             |
| ATP International Series Gold (0)              |
| ATP International Series (15)                  |

| Numero | Data              | Torneo                                             | Superficie  | Compagno        | Avversari in finale                   | Punteggio           |
| 1.     | 21 agosto 1996    | Internazionali di Tennis di San Marino, San Marino | Terra rossa | Pablo Albano    | Mariano Hood Sebastián Prieto         | 6–1, 6–3            |
| 2.     | 13 giugno 1999    | Merano Open, Merano                                | Terra rossa | Jaime Oncins    | Marc-Kevin Goellner Eric Taino        | 6-4 7–6(1)          |
| 3.     | 15 agosto 1999    | Internazionali di Tennis di San Marino, San Marino | Terra rossa | Mariano Hood    | Petr Pála Pavel Vízner                | 6-3, 6-2            |
| 4.     | 20 settembre 1999 | Majorca Open, Maiorca                              | Terra rossa | Tomás Carbonell | Alberto Berasategui Francisco Roig    | 6-1, 6-4            |
| 5.     | 3 ottobre 1999    | Romanian Open, Bucarest                            | Terra rossa | Martín García   | Marc-Kevin Goellner Francisco Montana | 6–3, 2–6, 6–3       |
| 6.     | 12 marzo 2000     | Cerveza Club Colombia Open, Bogotà                 | Terra rossa | Pablo Albano    | Joan Balcells Mauricio Hadad          | 7–6(4), 1-6, 6-2    |
| 7.     | 19 febbraio 2001  | Movistar Open, Viña del Mar                        | Terra rossa | Tomás Carbonell | Mariano Hood Sebastián Prieto         | 6-4, 2-6, 6-3       |
| 8.     | 26 febbraio 2001  | ATP Buenos Aires, Buenos Aires                     | Terra rossa | Tomás Carbonell | Mariano Hood Sebastián Prieto         | 5-7, 7-5, 7–6(5)    |
| 9.     | 29 settembre 2002 | Campionati Internazionali di Sicilia, Palermo      | Terra rossa | Luis Lobo       | František Čermák Leoš Friedl          | 6-4, 4-6, 6-2       |
| 10.    | 5 maggio 2003     | Open de Tenis Comunidad Valenciana, Valencia       | Terra rossa | Mariano Hood    | Brian MacPhie Nenad Zimonjić          | 6-1, 6(7)–7, 6-4    |
| 11.    | 28 settembre 2003 | Campionati Internazionali di Sicilia, Palermo      | Terra rossa | Mariano Hood    | František Čermák Leoš Friedl          | 7–6(6), 6(3)–7, 6-3 |
| 12.    | 16 febbraio 2004  | ATP Buenos Aires, Buenos Aires                     | Terra rossa | Mariano Hood    | Federico Browne Diego Veronelli       | 7-5, 6(2)–7, 6-4    |
| 13.    | 19 settembre 2004 | BCR Open Romania, Bucarest                         | Terra rossa | Mariano Hood    | José Acasuso Óscar Hernández          | 7–6(5), 6–1         |
| 14.    | 3 ottobre 2004    | Campionati Internazionali di Sicilia, Palermo      | Terra rossa | Mariano Hood    | Gastón Etlis Martín Rodríguez         | 7-5, 6-2            |
| 15.    | 22 maggio 2005    | Hypo Group Tennis International, Sankt Pölten      | Terra rossa | Paul Hanley     | Martin Damm Mariano Hood              | 6–3, 6–4            |